# Stroombalans

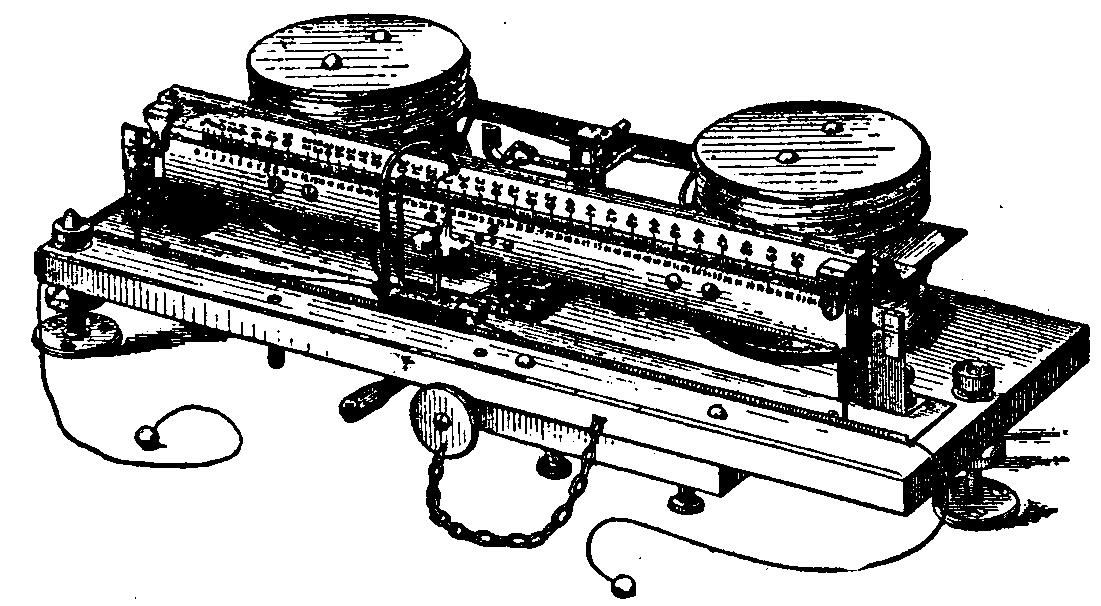
Stroombalans van Kelvin

De stroombalans (of Ampèrebalans) is een elektromechanisch toestel dat gebruikt werd voor het nauwkeurig meten van een elektrische stroom. Het meetinstrument werd uitgevonden door William Thomson, 1e baron van Kelvin.

## Principe
De Fransman André-Marie Ampère was de eerste wetenschapper die ontdekte dat twee stroomvoerende geleiders een kracht op elkaar uitoefenen, de lorentzkracht.
{\displaystyle F={\frac {\mu _{0}}{4\pi }}*{\frac {I_{1}\,I_{2}}{r}}}
Op basis van dit principe ontwikkelde Thomson in 1882 een nieuw type meetinstrument. Deze bestaat uit twee in serie geschakelde spoelen waarvan er een bevestigd is aan de ene arm van een balansweegschaal, terwijl de andere spoel vast bevestigd is. Als door beide spoelen de te meten elektrische stroom loopt ondervinden deze een magnetische kracht die gemeten wordt door de hoeveelheid gewicht die aan de andere kant van de balans toegevoegd moet worden om de balans weer in evenwicht te brengen.
Zwakste punt van de stroombalans is dat in de berekening van de stroom de afmetingen van de spoelen meegenomen moeten worden. De nauwkeurigheid van de stroommeting wordt daarom beperkt door de nauwkeurigheid waarin de spoelen gemeten kunnen worden en hun mechanische stijfheid.